# Neiva
Neiva è un comune della Colombia, capoluogo del dipartimento di Huila.
Il centro abitato venne fondato da Diego de Ospina y Medinilla nel 1612.